# シェムリアップ・エアウェイズ
シェムリアップ・エアウェイズ（Siem Reap Airways）はカンボジアの航空会社である。バンコク・エアウェイズの子会社であり、シェムリアップを中心とした観光客向け路線を開設している。2008年11月22日国内線を、2008年12月1日以降は、国際線を含め全面的に運休している。

## 就航路線
全便運休中。以下は過去のもの。

### 国内線
- プノンペン ～ シェムリアップ

### 国際線
- プノンペン ～ バンコク
- プノンペン ～ 香港
- シェムリアップ ～ 香港、ホーチミン、パクセ

## 保有機材

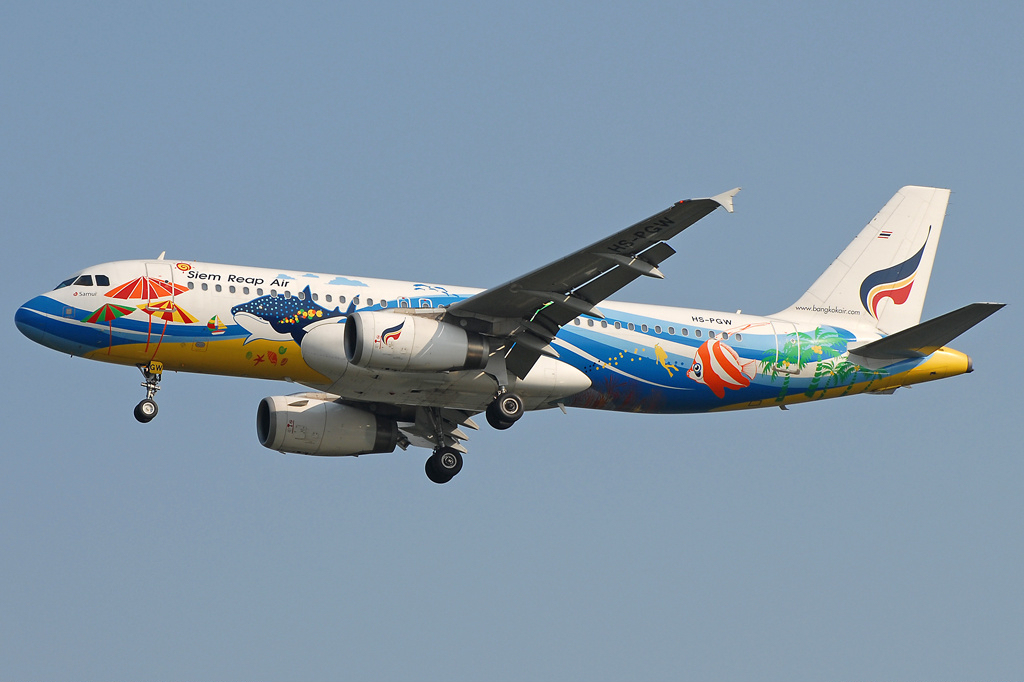
エアバス A320

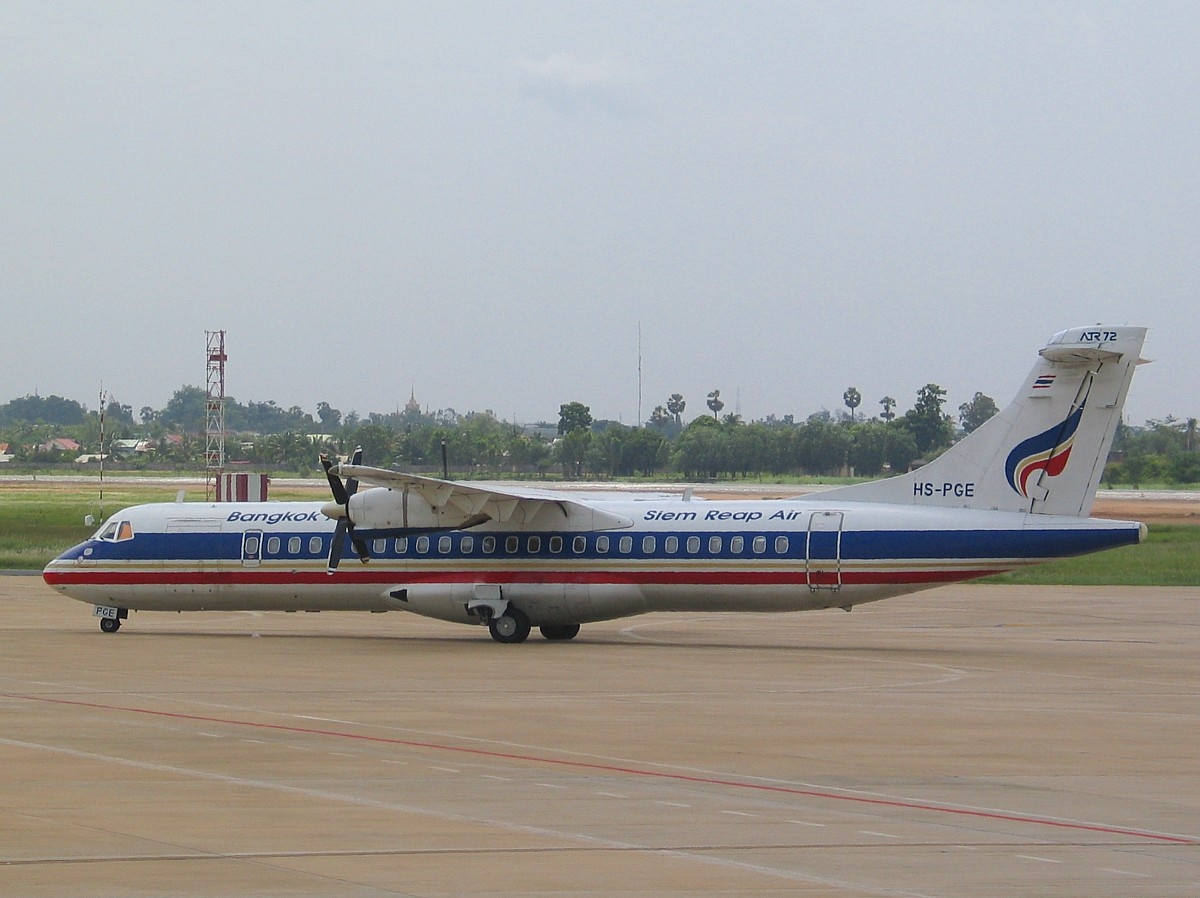
ATR 72

自社で機体を所有した事は無い。バンコク・エアウェイズから機体をウェットリースし、エアバスA320型機を国際線用に、ATR72型機を国内線用に使用していた。

## 危ない航空会社
EUは2008年11月14日にEU域内乗り入れ禁止航空会社の9度目の更新を行い、管轄する国の監督が不十分であるとしてシェムリアップ・エアウェイズがリストに加わった。これにより、EU圏内での飛行・離着陸が禁止された。
さらに現地報道（カンボジア・デイリー紙）によると、上記発表を受け、2008年11月末に同社は自主的に運航停止を発表。現在は運休状態にある。運航停止の決定がタイの反政府勢力によるスワンナプーム空港閉鎖事件と時期的に重なっており、親会社のバンコク・エアウェイズの機材繰りや乗員のやり繰りでも問題が生じていた可能性が高い。
シェムリアップ-プノンペン間はリース元で親会社だったバンコク・エアウェイズが運航を引き継ぎ、長らくカンボジアの国内幹線を隣国のエアライン1社が運航するという不自然な状態が続いた。2009年7月に新しくカンボジア・アンコール航空が発足し、シェムリアップ－プノンペン線を運行開始。その後、同区間のバンコク・エアウェイズ便は運休となった。
また、プノンペンとシェムリアップ発着の香港・ベトナム・ラオス航路は2008年11月末より全面運休中。
なお、プノンペン市内のシェムリアップ・エアウェイズ社オフィスは存続している。